# SM i innebandy herrjuniorer 18
SM i innebandy herrjuniorer 18 avgörs ungefär på samma sätt som fotbollens Champions League. Alltså först är det kvalgrupper (som kallas JSM-kvalgrupper) och sedan SM-slutspel. Laget som vinner slutspelet blir svenska mästare. Svenska mästare koras sedan säsongen 1996/1997.

## Svenska mästare genom åren
| - 1997 - Västervång-84 SK - 1998 - Hovsta IF - 1999 - Ersboda SK - 2000 - Högdalens AIS - 2001 - IK Stanstad - 2002 - Storvreta IBK - 2003 - Pixbo Wallenstam IBK - 2004 - BIF Fagerhult - 2005 - GAIK Väsby IBK - 2006 - Granlo BK - 2007 - Färjestadens IBK - 2008 - Hässelby SK IBK - 2009 - RIG Umeå IBF - 2010 - Pixbo Wallenstam IBF - 2011 - KAIS Mora IF - 2012 - IBF Örebro - 2013 - IBF Örebro - 2014 - RIG Umeå IBF - 2015 - Jönköpings IK - 2016 - Jönköpings IK - 2017 - Jönköpings IK - 2018 - RIG Umeå IBF - 2019 - RIG Umeå IBF |

De två första åren var turneringen för spelare upp till 17 år, sedan 1998/1999 för spelare upp till 18 år.

### Fotnoter
1. ↑  ”SM, juniorer 18”. Svenska innebandyförbundet. Arkiverad från originalet den 27 juli 2014. https://web.archive.org/web/20140727225313/http://www.innebandy.se/StatistikHistorik/SM-medaljer-genom-tiderna/SM-juniorer-18/. Läst 16 april 2016.